# Olga Wladimirowna Beljakowa
Olga Wladimirowna Beljakowa (russisch Ольга Владимировна Белякова, * 26. September 1988 in Andropow) ist eine russische Shorttrackerin.
Sie debütierte in der Saison 2006/07 in Jeonju im Weltcup. Bei der fünften Weltcupstation in Heerenveen errang sie mit der Staffel Rang zwei und somit ihre erste Podestplatzierung im Weltcup. Bei der Europameisterschaft in Sheffield bestritt sie ihre erste internationale Meisterschaft, konnte jedoch keine vorderen Platzierungen erreichen. Bei der Teamweltmeisterschaft in Budapest errang sie mit ihren Teamkolleginnen Rang sieben. In der folgenden Saison schaffte Beljakowa nicht den Sprung ins russische Weltcupteam. Sie startete jedoch bei der Teamweltmeisterschaft 2008 in Harbin und wurde Achte. In der Saison 2008/09 nahm sie an zwei Weltcuprennen teil, erreichte jedoch keine vorderen Ränge.
Beljakowa erreichte in der olympischen Saison 2009/10 über 1500 m erstmals in einem Weltcuprennen ein Viertelfinale. Bei der Europameisterschaft in Dresden gewann sie mit Silber in der Staffel ihre erste internationale Medaille. Beljakowa qualifizierte sich für die Olympischen Spiele in Vancouver. Dort trat sie über 1500 m an, schied jedoch im Vorlauf aus. In der Saison 2010/11 verbesserte sich Beljakowa weiter. Sie erreichte bei insgesamt drei Weltcuprennen ein Halbfinale. Bei der Europameisterschaft in Heerenveen wurde sie im Mehrkampf Elfte, bei ihrer ersten Teilnahme an einer Weltmeisterschaft belegte sie Rang 21. Abschließend erreichte sie bei der Teamweltmeisterschaft in Warschau Rang sieben.
Gleich im ersten Weltcup der Saison 2011/12 erreichte Beljakowa mit der Staffel Rang drei. Über 1500 m zog sie in zwei Weltcuprennen zudem ins Finale ein und wurde einmal Sechste und einmal Vierte. Bei der Europameisterschaft in Mladá Boleslav erzielte sie ihre bislang besten EM-Ergebnisse. Im Mehrkampf wurde sie Fünfte, über 1500 m Vierte und über 3000 m Dritte.